# إن يونغ آن
إن يونغ آن هي عالمة من كوريا الجنوبية، وهي معروفة لكونها أول امرأة كورية جنوبية تزور القارة القطبية الجنوبية وأول امرأة آسيوية تصبح رائدة في محطة القطب الجنوبي (محطة الملك سيجونغ). وهي عالمة بيئية مختصة بالمناطق القاعية، وتعمل حاليًا كعالمة أبحاث رئيسية في معهد كوريا للأبحاث القطبية.

## النشأة والتعليم
تخرجت آن من جامعة سيول الوطنية في عام 1982 بعد تخصصها في علم المحيطات الحيوية، وحصلت بعدها على درجة الدكتوراه في علم المحيطات الساحلية من جامعة ولاية نيويورك في ستوني بروك في عام 1990. بدأت آن أبحاثها في معهد البحوث القطبية الكورية في 1 حزيران/ يوليو في عام 1991.

## العمل والتأثير
كانت آن مسؤولة عن برنامج الرصد البيئي في محطة الملك سيجونغ في الفترة من عام 1996 إلى عام 2011، وأجرت مسوحات ميدانية للحصول على البيانات العلمية اللازمة لتعيين المنطقة المحمية الخاصة بالقارة القطبية الجنوبية بالقرب من المحطة الكورية. عملت آن كممثلة ونقطة اتصال وطنية للجنة حماية البيئة في الاجتماعات الاستشارية لمعاهدة القارة القطبية الجنوبية من عام 1997 إلى عام 2014، وعينت بعدها كضابط مسؤول في شؤون الطيران.
شغلت آن منصب نائب رئيس معهد كوريا للأبحاث القطبية في الفترة من أيار/مايو في عام 2010 إلى حزيران/يونيو في عام 2012. كما شغلت منصب نائب رئيس الجمعية الكورية لعلوم المحيطات في دورة 2010-2011، والاتحاد الكوري لجمعيات العلوم والتكنولوجيا النسائية في عامي 2014 و2015. كانت قائدة الحملة في فريق العمل الثامن والعشرين (2015) لمحطة الملك سيجونج في القارة القطبية الجنوبية في كوريا الجنوبية حيث عملت كرئيسة للمحطة لمدة عام تقريبًا.
تشمل اهتماماتها البحثية علم بيئة المناطق القاعية البحرية للقطب الجنوبي مع اهتمامات خاصة باللافقاريات القاعية ومراقبة النظم البيئية البحرية الساحلية في القارة القطبية الجنوبية. وقد درست نوعا من الأصداف يُدعى الإهليلجي الناقص، الموجود في القارة القطبية الجنوبية، وهو حيوان ثنائي الرأس يعيش حول القارة القطبية الجنوبية. يتضمن بحث آن الحالي دراسات حول تأثيرات تراجع الأنهار الجليدية على المجتمعات القاعية البحرية القريبة من محطة الملك سيجونغ.
آن حاليًا هي أستاذة مساعدة في جامعة العلوم والتكنولوجيا، وعالمة أبحاث رئيسية في المعهد الكوري القطبي الذي يشكل جزءًا من المعهد الكوري لعلوم المحيطات والتكنولوجيا.

## الجوائز والتكريمات
منحت حكومة كوريا الجنوبية آن وسام الاستحقاق في العلوم والتكنولوجيا للإنجاز المتميز في أبحاث القارة القطبية الجنوبية في نيسان/أبريل في عام 2001. حصلت أيضًا على تقدير من وزارة البيئة الكورية الجنوبية في حزيران/يونيو في عام 2008 لمساهمتها في تصميم المنطقة المحمية الخاصة بالقارة القطبية الجنوبية بالقرب من محطة الملك سيجونغ. وتلقت بالإضافة إلى ذلك جائزة رئيس وزراء كوريا الجنوبية تقديراً لإنجازها كزعيمة محطة في المحطة الملك في عام 2016.

## أعمالها
اشتركت آن وبعض العلماء بكتابة العديد من المقالات ومنها:
- «السجل الأول من الازدهار الضخم للدياتومات القاعية وارتباطها بمغذيات المرشحات الضخمة في قاع البحر الضحل بمضيق القطب الجنوبي: هل ذوبان الأنهار الجليدية يغذي هذا الازدهار؟». نُشِرت المقالة في مجلة علوم المحيط.
- «آثار التغير المناخي على التجمعات القاعية الضخمة القريبة من الشاطئ في القطب الجنوبي في المضيق البحري الجليدي في جزيرة الملك جورج: الاستجابات والآثار المترتبة عليها.» نُشِرت المقالة في مجلة المؤشرات البيئية.
- مقالة بعنوان «تأثير الجريان السطحي الجليدي على تراكم المعادن الأساسية في حمم القطب الجنوبي في جزيرة الملك جورج.» في مجلة نشرة التلوث البحري.
- «النمو والحيوية الموسمية لحيوان ذو الصدفتين الذي يُدعى الإهليلجي الناقص في القطب الجنوبي في جزيرة الملك جورج.» في مجلة سلسلة تقدم علم البيئة البحرية.
- «تعزيز تدفق الجسيمات من خلال التحلل الأحيائي للنوع الإهليلجي الناقص الذي يتغذى على المواد المعلّقة في القطب الجنوبي في ماريان كوف في جزيرة الملك جورج.» ونُشِر في مجلة البيولوجيا البحرية التجريبية وعلم البيئة.